# Hesz Mihály
Hesz Mihály, Hess Mihály (Nógrád, 1943. december 15. –) olimpiai bajnok kajakozó.

## Sportpályafutása
1960-tól a Váci Hajó, 1964-től az FTC (Ferencvárosi Torna Club) kajakozója volt. 1961-ben ifi magyar bajnok volt. 1962-ben szerezte első felnőtt bajnoki érmét. 1963-ban lett magyar válogatott. A jajcei vb-n bronzérmes volt. Kajak egyes 1000 méteren 1964-ben, Tokióban ezüstérmet szerzett. 1965-ben Eb ezüst- és bronzérmet nyert. 1966-ban szerezte egyetlen Eb aranyát. 1967-ben Eb bronzzal bővítette éremkollekcióját. 1968-ban, Mexikóvárosban olimpiai bajnoki címet szerzett. 1970-ben vb 3., 1971-ben vb aranyérmes volt. Tizennégyszer nyert magyar bajnokságot. 1972-ig szerepelt a magyar válogatottban. Az 1972. évi olimpián nem vett részt. 1976-ban fejezte be a sportolást.

## Sporteredményei
- olimpiai bajnok (kajak egyes, 1000 m: 1968)
- olimpiai 2. helyezett (kajak egyes, 1000 m: 1964)
- világbajnok (kajak egyes 10 000 m: 1966, 4 × 500 m váltó: 1971)
- világbajnoki 2. helyezett (4 × 500 m váltó: 1966)
- háromszoros világbajnoki 3. helyezett (kajak egyes 10 000 m: 1963 ; kajak egyes 500 m: 1971 ; 4 × 500 m váltó: 1970)
- Európa-bajnoki 2. helyezett (egyes, 10 000 m: 1965)
- Európa-bajnoki 3. helyezett (egyes 1000 m: 1967 ; 4 × 500 m váltó: 1965, 1969)
- tizennégyszeres magyar bajnok

## Díjai, elismerései
- Az év magyar kajakozója (1964, 1966, 1968)
- Vác díszpolgára (2008)
- Ferencváros Sportjáért díj (2018)[1]

## Magánélete
1968-ban a Semmelweis Orvostudományi Egyetemen fogorvosi oklevelet szerzett. Első felesége az olimpiai ezüstérmes úszónő Gyarmati Andrea, közös gyermekük Hesz Máté, volt vízilabdázó.
1980-ban jogellenesen távozott az országból, korabeli szóhasználattal disszidált, egyúttal feleségét is elhagyta. Német származására hivatkozva a Nyugat-Németországban telepedett le, ahol Sindelfingenben fogorvosi rendelőt nyitott.
Második, már németországi házasságából két fia született. Jelenleg (mikor ??) nyugdíjas éveit éli a Stuttgart melletti Böblingenben.